# 嘉義市 (日本統治時代)
嘉義市（かぎし）は、日本統治時代の台湾に存在した市。台南州に属した。